# Пентаталлийтрисамарий
Пентаталлийтрисамарий — бинарное неорганическое соединение, интерметаллид самария и таллия с формулой Sm5Tl3, кристаллы.

## Получение
- Сплавление стехиометрических количеств чистых веществ:

{\displaystyle {\mathsf {3Sm+5Tl\ {\xrightarrow {940^{o}C}}\ Sm_{3}Tl_{5}}}}

## Физические свойства
Пентаталлийтрисамарий образует кристаллы ромбической сингонии, пространственная группа C mcm, параметры ячейки a = 1,011 нм, b = 0,8155 нм, c = 1,044 нм, Z = 4, структура типа пентапалладийтриплутония Pu3Pd5.
Соединение образуется по перитектической реакции при температуре 940 °C